# میمون درازدست
گیبون‌ها یا درازدست‌ها یک خانواده از کپی‌ها به نام درازدستان یا هیلوباتید (Hylobatidae) هستند. این خانواده بر اساس تعداد کروموزوم‌های دیپلوئید به چهار سرده تقسیم شده‌است: هیلوبات (۴۴ کروموزوم)، هولوک (۳۸ کروموزوم)، نوماسکوس (۵۲ کروموزوم) و سیامانگ (۵۰ کروموزوم). گیبون‌ها به ۲۰ یا ۲۱ گونهٔ زنده و ۳ گونهٔ منقرض‌شده تقسیم شده‌اند. گیبون‌ها در مناطق گرمسیری و جنگل‌های بارانی زیراستوایی، از شمال شرق هند تا اندونزی و از شمال تا جنوب چین و در جزایر سوماترا، بورنئو و جاوه پراکنده هستند.
گیبون‌ها مشهور به «کپی‌های کوچک‌تر» با کپی‌های بزرگ (شامپانزه، بونوبو، گوریل، اورانگوتان و انسان) تفاوت‌هایی دارند. از جمله این‌که به نسبت کوچک‌ترند، دودیسی جنسی کمتری دارند، لانه نمی‌سازند و در مقایسه با کپی‌های بزرگ برخی ویژگی‌های ساختار بدنی‌شان بیشتر به میمون‌ها شباهت دارند. در عین حال گیبون‌ها برخلاف دیگر کپی‌ها همانند انسان روابط جفتی پایدار دارند.
روش حرکت بیشتر و آن‌ها بازوپیمایی است که از شاخه‌ای به شاخهٔ دیگر در فواصلی تا ۱۵ متر تاب می‌خورند و با سرعت ۵۶ کیلومتر بر ساعت پیش می‌روند. آن‌ها همچنین قادر به پریدن تا ۸ متر و راه رفتن روی دوپا هستند درحالی‌که بازوان‌شان را برای تعادل بالا نگه می‌دارند. آن‌ها تند و تیزترین پستانداران درختی غیرپرنده به‌شمار می‌روند.
بسته به جنسیت، رنگ موی گیبون از سیاه تا قهوه‌ای روشن و میان سیاه و سفید متغیر است. معمولاً گیبون‌هایی که کاملاً سفید باشند کمیاب هستند.

## ساختمان بدن
یکی از ویژگی‌های بدنی منحصربه‌فرد گیبون‌ها مچ آن‌ها است که از مفصل توپ و کاسه‌شکل ساخته شده که امکان چرخش به هر سو را می‌دهد. این امر انرژی مورد نیاز در بالای بازو را در هنگام چرخیدن به‌شدت کاهش می‌دهد و فشار را از روی مفصل شانه می‌کاهد. آن‌ها دارای دست‌ها و پاهای درازی هستند، و میان انگشتان اول و دوم دست‌شان فاصلهٔ زیادی وجود دارد. رنگ موی آن‌ها معمولاً سیاه، خاکستری یا قهوه‌ای، با نقاط سفیدرنگی بر روی دست‌ها، پاها و صورت آن‌ها است.

## رفتار

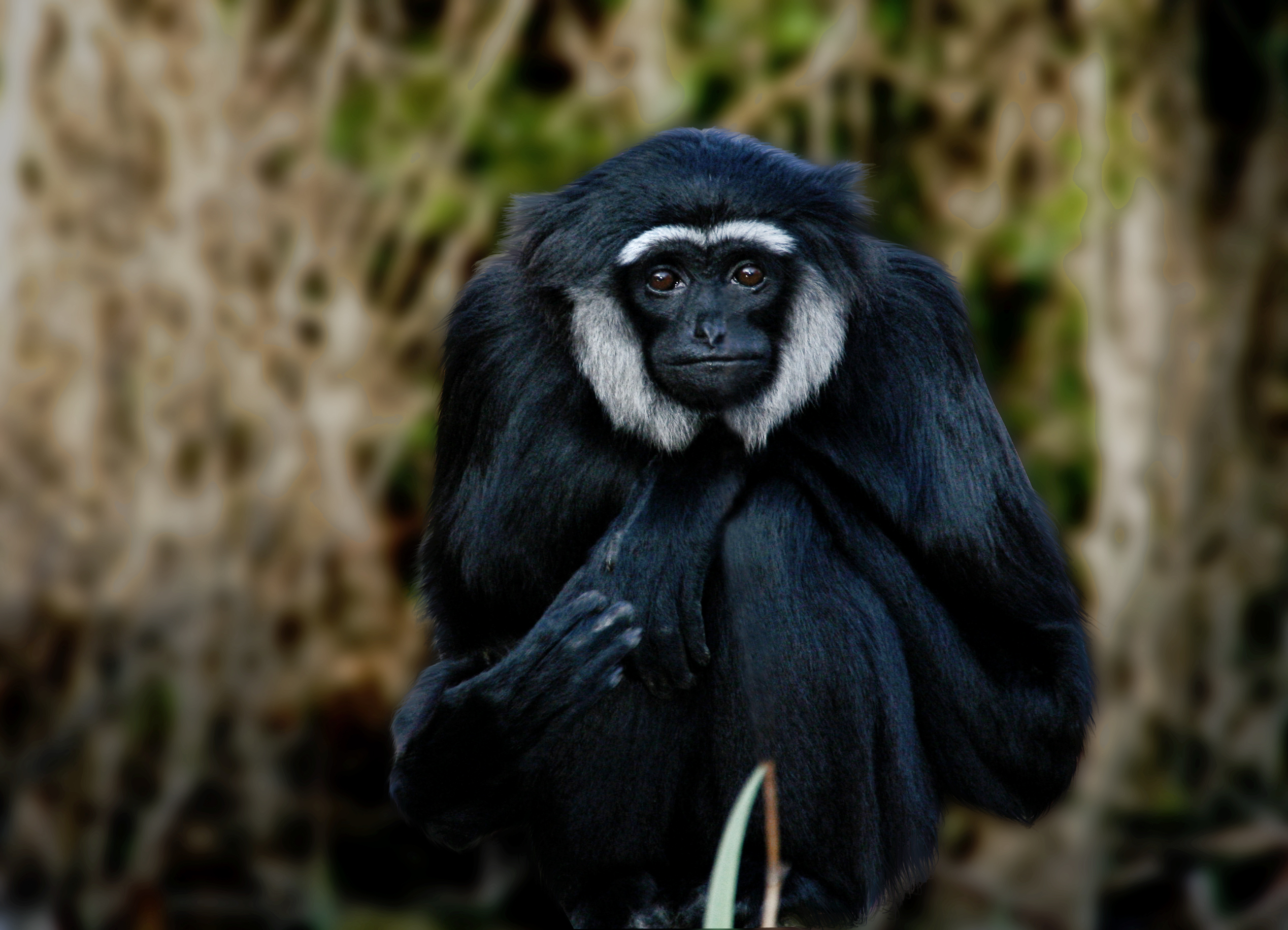
یک گیبون نر که در باغ وحش بریستول انگلستان از وی عکس گرفته شده

درازدست‌ها جانورانی اجتماعی هستند. آن‌ها به شدت حافظ قلمروی شخصی هستند و از آن با نمایش‌های قدرتمند صوتی و تصویری دفاع می‌کنند. اغلب بخش صوتی آن تا ۱ کیلومتر شنیده می‌شود و شامل آواز دونفرهٔ نر و ماده و گاهی بچه‌های آن‌ها است. در بسیاری گونه‌ها نرها و برخی ماده‌ها آوازی جهت جذب جنس مخالف یا تبلیغ منطقهٔ خود سر می‌دهند. این آوازها گاهی باعث پیدا شدن آن‌ها توسط شکارچیان غیرمجاز می‌شود که از اجزای بدن‌شان برای ساخت داروهای سنتی استفاده می‌کنند.
مفصل‌های «توپ و کاسه‌ای شکل» به آن‌ها امکان تاب خوردن سریع و حساب‌شده را در درختان می‌دهد. با این حال این طریق حرکت گاهی خطرهایی هم دارد؛ مانند شکستن شاخه‌ها یا لیز خوردن دست. پژوهشگران تخمین زده‌اند که شمار زیادی از گیبون‌ها حداقل یک بار در طول زندگی از شکستگی استخوان رنج می‌برند.

## وضعیت
زندگی بیشتر گونه‌ها در اثر از بین رفتن جنگل‌ها تهدید شده یا در معرض خطر است. این گونه‌ها شامل سیامانگ، گیبون لار یا دست‌سفید و گیبون هولاک می‌شوند.

## طبقه‌بندی

تبارنامهٔ هومینوئیدها. خانوادهٔ درازدستان زودتر از دیگر خانواده‌های کپی (شامل اورانگوتان، گوریل، شامپانزه و انسان) جدا شده‌است.

- خانوادهٔ هیلوباتید: گیبون‌ها[۱][۳]
  - سردهٔ هیلوبات
  - سردهٔ هولاک
  - سردهٔ سیامانگ
  - سردهٔ نوماسکوس

## فرگشت
تعیین تاریخ دقیق فرگشت این خانواده دشوار بوده‌است. بر طبق بهترین تخمین‌های فعلی، نوماسکوس حدود ۸ میلیون سال پیش از دیگر سرده‌ها انشعاب یافته، و شاخه‌های سیامانگ و هیلوبات‌ها در ۷ میلیون سال پیش جدا شده‌اند.

## دورگه‌ها
تشخیص گونه‌ها از روی رنگ اغلب بسیار دشوار است و معمولاً بر اساس آواز یا ژنتیکشان قابل تفکیک هستند. این ابهامات ریخت‌شناختی سبب گسترش دورگه‌ها در باغ‌وحش‌ها شده‌است؛ زیرا گاهی تمایز گونه‌ها و زیرگونه‌ها دشوار بوده و گونه‌های متفاوت به اشتباه در یک قفس قرار می‌گیرند. همچنین دورگه‌ها در محیط طبیعی هم در گونه‌های یک سرده که در یک منطقه زندگی می‌کنند اتفاق می‌افتند.

## گیبون در فرهنگ چینی

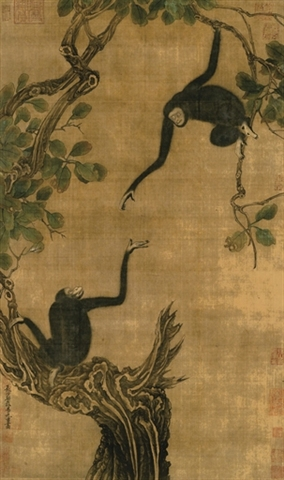
نقاشی «دو گیبون روی درخت بلوط» در دودمان سونگ.

بر پایهٔ پژوهش‌های روبرت فن گولیکِ چین‌شناس، گیبون‌ها حداقل تا دوران دودمان سونگ در مرکز و جنوب چین پراکنده بوده‌اند. تائوئیست‌ها خواص عجیبی به گیبون‌ها نسبت می‌دادند؛ از جمله عمر هزارساله و تبدیل شدن آن‌ها به انسان.